# Nachal Refa'im
Nachal Refa'im (hebrejsky: נחל רפאים) je vádí v Judských horách v Izraeli.
Začíná v nadmořské výšce přes 700 metrů v jižní části Západního Jeruzaléma, v prostoru čtvrtí ha-Mošava ha-Jevanit či Katamon. Směřuje pak k jihozápadu rychle se zahlubujícím údolím Emek Refa'im, které je biblickým údolím Refa'im (dolina Refájců). Po většinu následující délky vádí sleduje železniční trať Tel Aviv-Jeruzalém. V rámci dohod o příměří z roku 1949 Izrael trval na tom, aby celá trasa této trati spadala pod jeho kontrolu. Hranice mezi izraelským a tehdejším jordánským územím (dnes Západní břeh Jordánu) byla proto vedena podél okraje údolí Nachal Refa'im, ale vlastní těleso trati zůstalo na izraelské straně, stejně jako tok vádí.
Vádí prochází čtvrtí Malcha, kde se nachází železniční stanice Jerušalajim Malcha (od počátku 21. století konečná stanice trati do Jeruzaléma), velké nákupní středisko a takzvaný Teddyho stadion, na jihu pak arabská čtvrť Jeruzaléma Bejt Safafa. Vádí se stále více zařezává do okolního terénu a mění směr na západní. Zprava přijímá boční tok Nachal Rechavja. Míjí Jeruzalémskou biblickou ZOO, kde stojí železniční stanice Gan ha-chajot ha-tanachi a kde zprava přitéká vádí Nachal Manachat. Z jihu míjí jeruzalémskou čtvrť Giv'at Masu'a, od jihu do toku zleva ústí Nachal Gilo. V této lokalitě Nachal Refa'im opouští souvisle zastavěné území aglomerace Jeruzaléma a vstupuje do volněji osídlené a hustě zalesněné krajiny Jeruzalémského koridoru.
Z jihu míjí strmé srázy Reches Lavan na úbočích hor Har Ora a Har Aminadav. Ze severu obchází palestinské město Battir, po jehož východním okraji sem od jihu ústí Vádí Chelec, po západním okraji Nachal Bejtar. V následujícím úseku vádí výrazně meandruje hlubokým kaňonem skrz lesnatou krajinu. Po dně údolí stále vede železniční trať. Zleva přijímá vádí Nachal Kobi a míjí výšiny Šluchat Kobi, Har Salmon, Šluchat Salmon, Har Refa'im, Reches Sorek nebo Har Giora. Pak na východním okraji hory Har Pitulim ústí zleva do potoka Sorek.